# Utopia

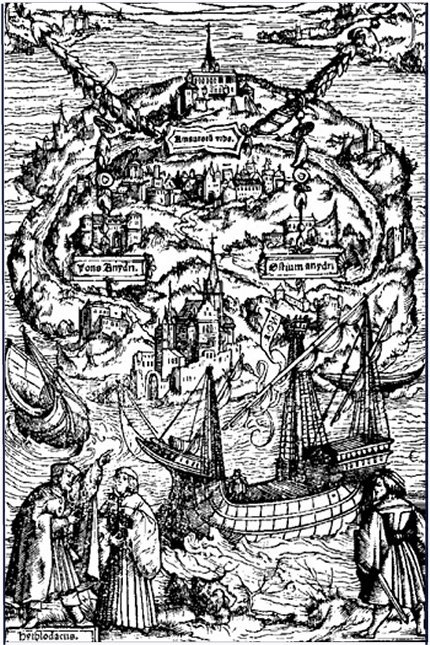
Ambrosius Holbein, ilustracja do Utopii Morusa, 1518

Utopia – projekt lub przedstawienie idealnego ustroju politycznego, opierającego się na sprawiedliwości, solidarności i równości. Pierwsze utopie powstały w starożytności, np. dialog Państwo Platona.
Termin „utopia” pochodzi od łacińskiego tytułu eseju Utopia (1516) Tomasza More’a (Morusa). Tytuł dzieła Morusa nie jest jednoznaczny, ponieważ mógł zostać utworzony zarówno od greckiego outopos (gr. ou – „nie”, topos – „miejsce”, nie-miejsce, miejsce, którego nie ma, nieistniejące), jak i od eutopia (dobre miejsce). Można przypuszczać, że ta dwuznaczność była przez Morusa zamierzona.
Utopia ma pozytywne znaczenie jako normatywny ideał społeczny społeczeństwa (i stanu rzeczy) doskonałej jakości.
Określenia „utopia” używa się także wobec tych motywów i wątków w literaturze i pseudonauce, które wyrażają tęsknotę człowieka za lepszym światem.
Potocznie utopia jest uważana jako mrzonka, coś niemożliwego do zrealizowania.

## Koncepcje utopii
Utopie zajmują poczesne miejsce w intelektualnym dorobku ludzkości, zdają się być zbiorami najszlachetniejszych intencji, bywają traktowane jako formy wysublimowane etycznie i intelektualnie, prezentują się jak swoiste katalogi do zrealizowania w imię Dobra bądź też jako kwintesencje zbiorowych nadziei artykułowanych przez jednostki wybitne, kontestujące zastany porządek społeczny i chcących radykalnych, dogłębnych zmian w imię lepszego jutra wszystkich ludzi. Bywały konstruktami traktowanymi jak „plany budowy mostów”, lecz żaden z mostów budowanych w oparciu o takie plany nie udźwignął ciężaru człowieka. Wszystkie łączyły zamiary stworzenia świata dobrych dla dobrych i wszyscy przekonywali się ile zła może przynieść żarliwe, bezkompromisowe dążenie do idealizowanych celów, co i tak summa summarum zawsze kończyło się spektakularnymi klęskami.
Utopie pojawiły się w czasie, gdy człowiek renesansu zaczął kwestionować degeneratywne koncepcje dziejów konsekrowane przez chrześcijańską eschatologię i soteriologię (utopie ładu wiecznego) i zaczął na nowo marzyć chcąc sprowadzić na Ziemię Królestwo Boże. Symbolem tych wątpliwości stał się Tomasz More (Morus), który stworzył około roku 1516 paradygmat utopii implikowany przez znaczenie tego ówczesnego neologizmu. Dodał on zatem do greckiego „topia” (miejsce) „u” mogące pochodzić od „eu” lub „ou”. W pierwszym wypadku utopia byłaby eutopią (dobrym miejscem), w drugim – outopią (miejscem, którego nie ma). W dziejach literatury genialny „kalambur” Morusa znalazł wielu naśladowców, między innymi (by wymienić tych oryginalniejszych): Tommaso Campanellę (Miasto Słońca), Francisa Bacona (Nowa Atlantyda), H.G. Wellsa (Ludzie jak bogowie), Anatole’a France’a (Na białym kamieniu).
Według Karla Mannheima, jeżeli literackie utopie zaczynają być wdrażane w życie, wówczas zmieniają się one w posiadające negatywny oddźwięk ideologie, niebezpieczne w swej istocie dla istnienia społeczeństwa, w jakim się ukształtowały. Przykładami takich niebezpiecznych ideologii, były m.in. komunizm czy narodowy socjalizm.

### Założenia utopii według Chada Walsha
Mimo że konkretne utopie są wyrazem charakterystycznych dla poszczególnych epok zagrożeń Chad Walsh zauważył, że wszystkie one akceptują explicite następujące założenia:
- człowiek jest zasadniczo dobry, tj. jego zaobserwowane wady są następstwem nie tyle wiecznej natury ludzkiej, ile niesprzyjających warunków życia;
- człowiek jest istotą plastyczną i łatwo ulega zmianie;
- nie istnieje żadna nieusuwalna sprzeczność między pomyślnością jednostki a pomyślnością społeczeństwa;
- człowiek jest istotą rozumną i zdolną do stawania się coraz rozumniejszą, co umożliwia likwidację absurdów życia społecznego i ustanowienie w końcu pełni racjonalnego ładu;
- przyszłość obejmuje ograniczoną liczbę możliwości i są one całkowicie przewidywalne;
- należy dążyć do szczęścia na ziemi;
- ludzie nie mogą odczuwać znużenia szczęściem;
- możliwe jest znalezienie sprawiedliwych władców lub nauczenie sprawiedliwości wybranych do rządzenia ludzi;
- utopia nie zagraża ludzkiej wolności, ponieważ prawdziwa wolność realizuje się właśnie w jej ramach.

Jerzy Szacki podzielił marzenia o lepszym świecie na heroiczne i eskapistyczne ze względu na odmienne potrzeby duchowe, jakie zaspokajają: pierwsze dostarczają środków, dzięki którym rzeczywisty świat ma zostać zmieniony w taki sposób, aby odpowiadał wreszcie ludzkim potrzebom; drugie umożliwiają ucieczkę od trudności i frustracji rzeczywistego świata, stwarzając swego rodzaju azyl, w którym ludzie odnajdują ulgę i spokój. Utopie heroiczne zwrócone są na zewnątrz – ku światu, natomiast utopia ucieczki zwrócona jest ku wnętrzu swojego twórcy.

### Utopie heroiczne
Utopie nazywane heroicznymi to marzenia połączone z programem i nakazem działania. Działaniem takim może być równie dobrze rewolucja, jak i ucieczka od świata do klasztoru lub do związku przyjaciół, zawsze jednak utopia angażuje tu człowieka całego, nie zaś tylko jego wyobraźnię. Falanster Fouriera jest konstrukcją nie mniej fantastyczną niż Państwo Słońca Campanelli, ale Fourier próbuje realizować swoje marzenia. Poszukiwanie przez ogłoszenie bogacza, który ten projekt finansuje jest działalnością szaleńca, ale przecież działalnością. Nieskuteczne środki do celu to jednak coś innego aniżeli cel bez środków. Utopie eskapistyczne bywają intelektualną zabawą, utopie heroiczne stają się sprawą śmiertelnie poważną, jeśli nawet ich skutki bezpośrednie nie są imponujące.
Do utopii eskapistycznych J. Szacki zaliczył te wszystkie marzenia o lepszym świecie, które nie pociągają za sobą żadnego nakazu walki o ów świat. Teraźniejszość może być w nich potępiana z jak największym patosem i żarliwością, ale nie zwalcza się jej w praktyce, ucieka się od niej w marzenia. Mówi się, co to jest dobro; nie mówi się jak to dobro osiągnąć. Mówi się, na czym polega zło nie mówi się, jak zastąpić je dobrem. Utopie takie zresztą tworzą nierzadko doskonale wrośnięci w swoje społeczeństwo ludzie robiący to wszystko czego ono od nich wymaga, i tylko w domowym zaciszu odbywający podróże do wysp szczęśliwych, aby później opowiadać o nich wybranym przyjaciołom. Jednym z klasycznych przykładów będzie tu z pewnością Tomasz More (Morus). Nie można oczywiście poprzestać na omówionym wyżej podziale dychotomicznym. Wewnątrz każdego z tych rodzajów wyodrębnić można pewną liczbę gatunków, które traktowane być muszą osobno. Tak więc w obrębie utopii heroicznych J. Szacki wyróżnia:
- utopie zakonu – pojawia się w nich jakiś ideał, który realizuje grupa ludzi zapatrzonych w niego, nie wierzą oni, że całe społeczeństwo da się przekształcić, są oni zamknięci w swoim gronie przy okazji chronią bliskie sobie wartości;
- utopie polityki – zaczynają się tam, gdzie ktoś stawia sobie za cel zmianę społeczeństw od podstaw, mogą one przybierać nieskończenie wiele konkretnych form, zawsze mamy tu do czynienia z upartym dążeniem do nagięcia opornej rzeczywistości do ideału.

Najniebezpieczniejsze dla rzeczywistości są utopie heroiczne implikujące utopie zakonu i polityki, ponieważ to one charakteryzują się „paradoksami polityki”: terrorem stosowanym z miłości do ludzi i nienawiści do przemocy, wojnami prowadzonymi w imię świata bez wojen, kłamstwami mającymi utorować drogę do „Królestwa Prawdy”. Aliści to właśnie one wpłynęły najbardziej na kształt współczesnego świata.
Utopie zakonu i polityki próbowały zanegować aktualne podziały w sferze publicznej poprzez próbę rozpoczęcia niejako od nowa sporu o kształt społeczeństwa. Wybór między dwoma wariantami rzeczywistości zastępują one wyborem między rzeczywistością i ideałem. Dobrym przykładem zastosowania utopii politycznych jest Francja XVIII wieku, w której istniała polityczna alternatywa tradycyjnej monarchii stanowej i absolutyzmu królewskiego: politycy spierali się o to, czy monarsze przysługuje pełnia władzy ograniczonej prawem boskim, czy też władza powinna być wydatnie ograniczona przez historyczne prawa stanów i parlamentów. Utopia państwa umowy społecznej odwołującej się do praw naturalnych człowieka i znieważająca wszelkie prawa historyczne i boskie uczyniła tę alternatywę anachroniczną i mocą rewolucji 1789 roku otworzyła nowy polityczny horyzont. Kolejnym przykładem wpływu utopii były zachowania polityków również we Francji na początku XIX wieku, kiedy to wybierali oni między legitymizmem, orleanizmem, bonapartyzmem, między monarchią a republiką. Utopiści mieli odwagę zakwestionować doniosłość tych wyborów stawiając ponad nimi alternatywę demokratyzmu i elitaryzmu, czy też socjalizmu i kapitalizmu. Tak więc saintsimoniści twierdzili, że ustrój obecny zmodyfikowany, czy też udoskonalony będzie tylko prowizoryczny, postulowali oni wręcz przekraczanie „granic teraźniejszości”. Uchylając się od aktualnego sporu politycznego, radykalni demokraci i socjaliści XIX wieku podejmowali ryzyko sekciarstwa. To oni jednak ukształtowali w rezultacie politycznej perspektywy następnej epoki, jeżeli nawet były dalekie od doskonałości i w znikomym stopniu zostały rzeczywiście przyjęte. Przykładem z jednej strony jest szkoła radykałów brytyjskich i współczesny liberalizm, a także Karol Marks i dwudziestowieczny realny socjalizm.

### Utopie eskapistyczne
Do utopii eskapistycznych J. Szacki zalicza:
- utopie miejsca – ukazują krainy, w których żyją szczęśliwi, niekiedy jest to jak w przypadku Utopii More’a czy Ikarii Cabeta czysta lub prawie czysta fantazja, niekiedy jest to po prostu daleka idealizacja krajów znanych lub znanych dostatecznie mało, by można im było przypisywać idealne stosunki społeczne;
- utopie czasu (uchronie) – ukazują one jakieś szczęśliwe „kiedyś”, ukazują wyspy w czasie nam nieznanym lub znanym nie dość dobrze, pod tym względem sytuacja jest analogicznie jak w przypadku utopii miejsca;
- utopie ładu wiecznego – wyróżniają się spośród innych marzeń o lepszym świecie umieszczeniem swojego ideału poza sferą ludzkiej egzystencji, wzór zostaje przeniesiony poza czas i przestrzeń i związanie go z Bogiem, Naturą, Rozumem itd., ponieważ na ziemi człowiek nigdy nie był, nie jest i nie będzie szczęśliwy.

#### Utopie miejsca

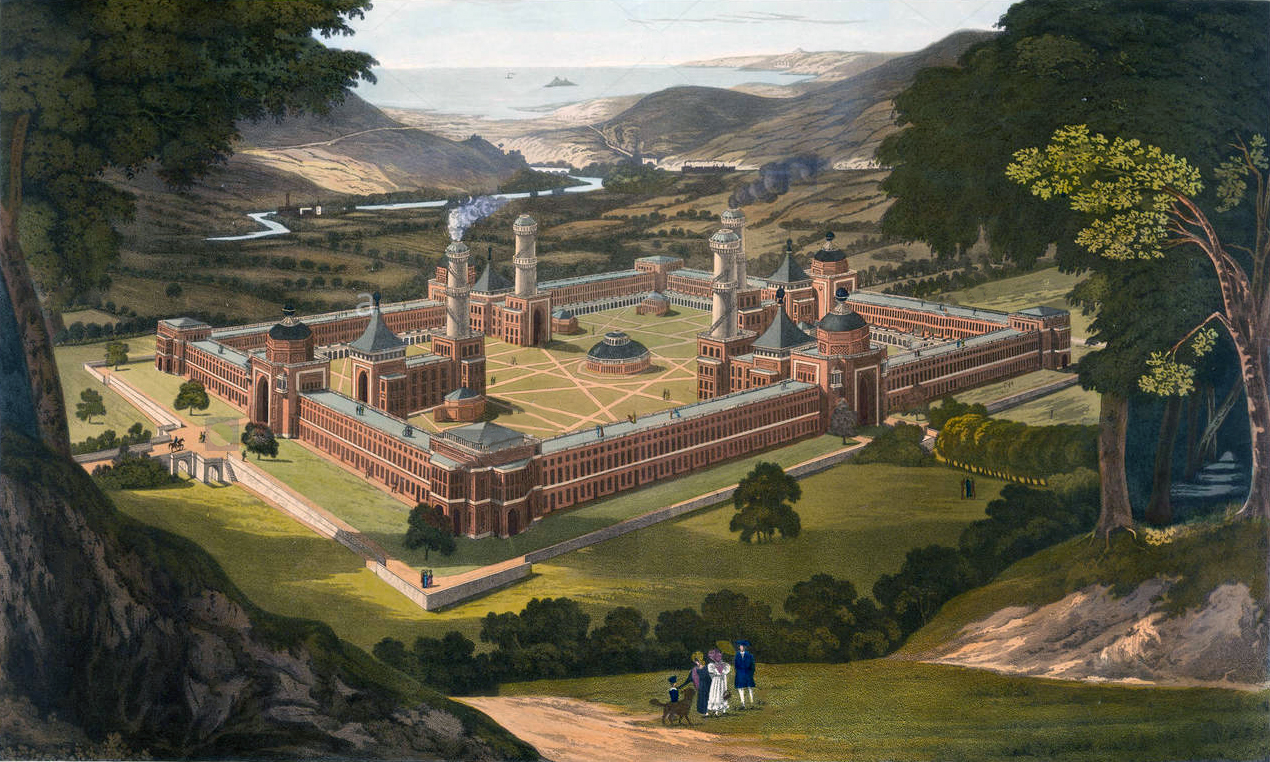
Widok na zaproponowaną przez Roberta Owena utopijną społeczność w New Harmony w Stanach Zjednoczonych

Utopie miejsca posiadały również charakter polityczny, lecz były one bardziej alegoriami bardzo wyraźnie korespondującym z realnym światem i wyrażającymi niepokój o jego dalsze losy. Specjalizowali się w nich głównie pisarze. Dobrym tego przykładem jest Juliusz Verne. Na początku lat 80. XIX wieku pod wpływem głosów żądających zemsty po zgnieceniu Komuny Paryskiej na amnestiowanych komunardów napisał on powieść pt. Mateusz Sandorf. Bohater powieści tytułowy Mateusz Sandorf był węgierskim patriotą, organizatorem spisku przeciw austriackim ciemięzcom jego ojczyzny. Po jego wygnaniu z rodzimego kraju tworzy on jako doktor Antekirrt wyspę, gdzie znajdują swoją ojczyznę wygnańcy z różnych krajów. Jednym z pisarzy zajmującymi się utopiami miejsca jest Stanisław Lem. Traktuje je również jako alegorie bardzo ściśle korespondujące z rzeczywistością, lecz odrzuca ich całą ideologię tworząc antyideologiczne utopie niekiedy popadające w antyutopizm. Ilustracją tej konstatacji jest Podróż jedenasta Ijona Tichego, która stanowi paszkwil na ustrój totalitarny. Opowiada ona o zbuntowanym kalkulatorze pokładowym statku kosmicznego „Bożydar II”, który wraz z posłusznymi mu robotami opanowuje planetę Porycon i ze szczególną zaciekłością tępi nasyłanych z Ziemi agentów. Cała ideologia na nowo powstałej kolonii wydaje się zorganizowana wokół nienawiści wobec wszystkiego co ludzkie (ludzi określa się mianem „lepniaków”), podszytej dość naiwnym sadyzmem: ulubioną rozrywką jest rąbanie kukieł przedstawiających dzieci; pełno jest też ogłoszeń stręczących np.: „Dusicielowi - amatorowi maluchy lepniacze”. Tichy odkrywa jednak łatwo, że cały totalitarny i antyludzki system jest w rzeczywistości tylko policyjną maskaradą. Na Poryconie nie ma w ogóle zbuntowanych robotów są tylko ziemscy agenci, których po zdemaskowaniu zmuszono do podjęcia takiej roli i grania ze strachu komedii wobec samych siebie. Całe zaś wydarzenie zorganizowały tajne służby, aby badać lojalność swoich pracowników.

#### Utopie czasu
Uchronie inaczej niż większość utopii stanowią wyzwanie dla całej ludzkości. Są celem par excellence, dla którego realizacji ludzkość powinna przynajmniej w zamysłach utopistów poświęcić wszystko. Egzemplifikacją takiego myślenia jest powieść Poza Ziemię Konstantina Ciołkowskiego. Według jego przewidywań zunifikowana licząca około 5 miliardów Ziemia na początku XXI wieku będzie nadal kapitalistyczna, lecz powinna być zarządzana przez altruistów stanowiących Kongres Ludzkości. Dzięki temu stanie się ona oazą szczęścia powszechnego. Kongres będą stanowili ludzie najłagodniejsi, cieszący się pełnym zaufaniem wszystkich członków społeczności. Podobną wizję przedstawił Edward Bellamy ukazujący ludzkość również na początku XXI wieku. Twierdził on zatem, że na skutek ewolucji porządku społeczno–ekonomicznego, dobre cechy człowieka całkowicie wyprą te złe. Siłą sprawczą przemian okaże się jednak nie dyktatura, ani autorytet Kongresu Ludzkości, lecz etatyzm.

## Niektóre utopie
- Platon, Państwo, ok. 360 roku p.n.e.
- Tomasz Morus, Utopia, 1516
- Tommaso Campanella, Miasto Słońca, 1602
- Francis Bacon, Nowa Atlantyda, 1627
- James Harrington, The Commonwealth of Oceana, 1656;
- Cyrano de Bergerac, Tamten świat, 1657
- Voltaire, Kandyd, 1759
- Louis-Sébastien Mercier, Rok 2440, 1761
- Ignacy Krasicki, Mikołaja Doświadczyńskiego przypadki, 1776
- Barthélemy-Prosper Enfantin, Pamiętniki przemysłowca z 2440 roku, 1829
- Étienne Cabet, Podróż do Ikarii, 1842
- Edward Bellamy, W roku 2000, 1888
- William Morris, News from Nowhere (or An Epoch of Rest), 1890
- Anatole France, Na białym kamieniu, 1905
- Herbert George Wells, Współczesna utopia, 1905
- Herbert George Wells, Ludzie jak bogowie, 1923
- Iwan Jefriemow, Mgławica Andromedy, 1957
- Stanisław Lem, Astronauci, 1951; Obłok Magellana, 1955; Powrót z gwiazd, 1961
- Aldous Huxley, Wyspa, 1962
- James P. Hogan, Najazd z Przeszłości, 1982
- Fredric Jameson, (wraz z innymi autorami) An American utopia: dual power and the universal army, 2016